# Виттенмор
Виттенмор (нем. Wittenmoor) — община в Германии, в земле Саксония-Анхальт. 
Входит в состав района Штендаль. Подчиняется управлению Штендаль-Ухтеталь.  Население составляет 282 человека (на 31 декабря 2006 года). Занимает площадь 17,98 км².